# Empis longipennis
Empis longipennis är en tvåvingeart som beskrevs av Friedrich Hermann Loew 1868. Empis longipennis ingår i släktet Empis och familjen dansflugor. Inga underarter finns listade i Catalogue of Life.